# 魔兽争霸II：黑暗之门
《魔獸爭霸II：黑暗之門》是即时战略游戏《魔獸爭霸II：黑暗浪潮》的官方资料片，于1996年由暴雪娱乐发行。资料片延续了原版《魔獸爭霸II》的剧情，並沒有加入新單位，只有新地圖以及新戰役。

## 故事背景
在艾澤拉斯的黑暗之門被聯盟摧毀之後，獸人薩滿耐祖奧統帥德拉諾殘存的部落，他暗中計劃開啟通往其他世界的傳送門並依次入侵。為了成功啟動多次元佔領儀式，耐祖奧派遣獸人部隊跨越他所在世界的黑暗之門，前往艾澤拉斯大陸尋找強大古老聖物。聯盟的英雄們察覺了部落的計劃後，揮軍入侵德拉諾並徹底終結來自獸人的威脅。眼看就要被敵人擊潰之時，耐祖奧成功開啟了幾座通往新世界的傳送門，由此產生的邪能撕裂了德拉諾，將艾澤拉斯最偉大的英雄們困在外域，星球的每一寸土地都被毀壞得支離破碎。（隨後續接《魔獸爭霸III：混亂之治》的劇情）

## 外部連結
- （繁體中文）暴雪娛樂 （页面存档备份，存于）
- （繁體中文）Battle.net魔獸世界故事介紹 （页面存档备份，存于）